# Faratelle
Die Faratelle, auch Farcelle, war ein ostindisches Gewichtsmaß.
- 1 Faratelle = 1,72 Zollpfund = 19104 holländische As (860 Gramm)
- 1 Faratelle (kleine) = 1,527 Pfund (Wiener)[2] = 855,12